# 영국 적외선 망원경
영국 적외선 망원경(UKIRT, United Kingdom Infrared Telescope)는 구경 3.8m의 적외선 반사 망원경으로, (2009년 기준) 적외선 영역만을 관측하는 망원경 중에서는 세계에서 가장 크다. 힐로의 연합 천문 센터(Joint Astronomy Centre)에 의해 운영되며, 마우나케아 천문대의 일부로서 하와이 마우나케아에 위치한다. 영국 과학기술기술위원회(Science and Technology Facilities Council)의 소유로 이들이 관리, 유지, 보수한다.

## 같이 보기
- 적색편이